# Буроли
Буроли (итал. Briz) је насељено место у Републици Хрватској у Истарској жупанији. Административно је у саставу Града Буја.

## Становништво
Према задњем попису становништва из 2001. године у насељу Буроли живело је 73 становника који су живели у 21 породичном домаћинставу.
Кретање броја становника по пописима 1857—2001.
| година пописа  | 1857. | 1869. | 1880. | 1890. | 1900. | 1910. | 1921. | 1931. | 1948. | 1953. | 1961. | 1971. | 1981. | 1991. | 2001. |
| бр. становника | 0     | 0     | 126   | 137   | 178   | 181   | 0     | 0     | 165   | 115   | 120   | 72    | 66    | 68    | 73    |

Напомена: U 1857, 1869, 1921. и 1931. подаци су садржани у насељу Ловречица, град Умаг. 